# Consejo de Lituania

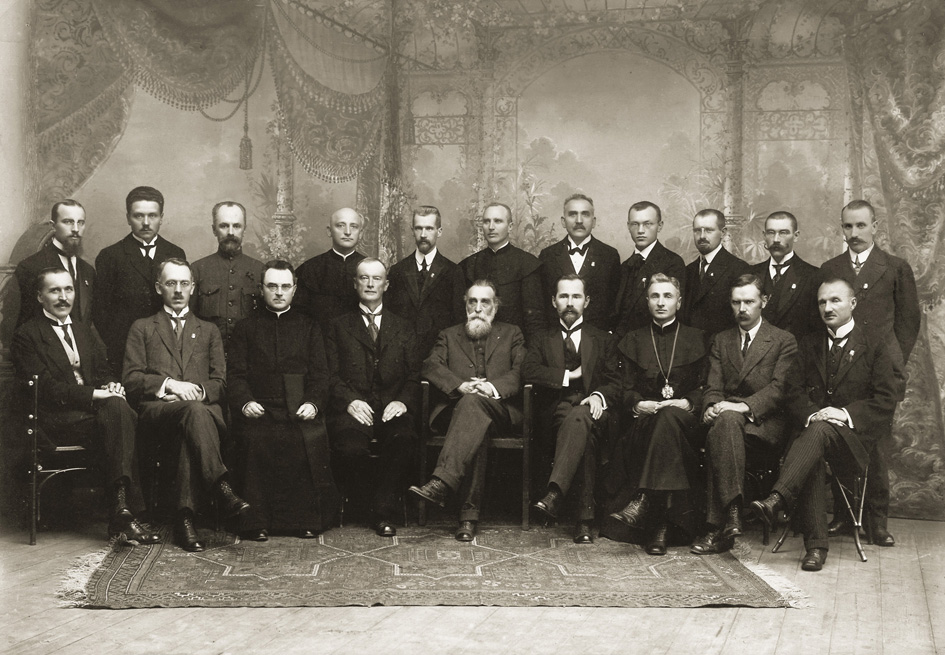
Los veinte miembros originales del Consejo. Jonas Basanavičius se encuentra sentado en la mitad de la primera fila, mientras que Antanas Smetona aparece a su izquierda.

El Consejo de Lituania (en lituano, Lietuvos Taryba; en alemán: Litauischer Staatsrat; en polaco: Rada Litewska) o, después del 11 de julio de 1918, el Consejo de Estado de Lituania (en lituano: Lietuvos Valstybės Taryba), fue convocado en la Conferencia de Vilna que tuvo lugar entre el 18 y el 23 de septiembre de 1917. Al Consejo se le otorgó la autoridad ejecutiva sobre el pueblo lituano y se le encargó el establecimiento de un Estado independiente lituano. El 16 de febrero de 1918, los miembros del Consejo firmaron la Declaración de Independencia de Lituania y proclamaron a Lituania como un Estado independiente sobre la base de principios democráticos. El Consejo logró esta proclamación, a pesar de la presencia de tropas alemanas en el país hasta el otoño de 1918. El Consejo continuó en funciones hasta la primera reunión de la Asamblea constituyente de Lituania (en lituano, Steigiamasis Seimas) el 15 de mayo de 1920.

## Antecedentes y la Conferencia de Vilna
Tras la última partición de la Mancomunidad de Polonia-Lituania en 1795, Lituania pasó a formar parte del Imperio ruso. Durante el siglo XIX, tanto los polacos como los lituanos intentaron recobrar su independencia. Se rebelaron en el Levantamiento de Noviembre en 1830 y en el Levantamiento de Enero en 1863, pero la primera oportunidad realista llegó durante la Primera Guerra Mundial. En 1915, Lituania fue ocupada por el Imperio alemán, cuyas tropas marchaban hacia Rusia. Tras la Revolución rusa de 1917, se ampliaron las oportunidades para la independencia.
Para evitar una anexión directa, Alemania intentó encontrar un camino intermedio que implicara algún tipo de unión entre Alemania y Lituania. En vísperas de las negociaciones de paz con Rusia, los alemanes permitieron la realización de la Conferencia de Vilna, en espera de que en ella se dictara que el pueblo lituano quería estar separado de Rusia y deseaba una relación más próxima con Alemania. No obstante, la Conferencia adoptó la resolución en la que se declaraba que debía establecerse una Lituania independiente y que una relación más cercana con Alemania dependería de si esta reconocía o no al nuevo Estado. El 21 de septiembre de 1917, los asistentes a la Conferencia eligieron a veinte miembros para crear el Consejo de Lituania que llevaría a efecto esta resolución. Las autoridades alemanas no dejaron que la resolución fuera publicada, pero permitieron que el Consejo procediera con sus funciones. Las autoridades censuraron el diario del Consejo, Lietuvos aidas (Eco de Lituania), como una forma de impedir que llegara a un público más amplio. La Conferencia de Vilna también resolvió que una Asamblea constituyente debía ser elegida por voto popular lo más pronto posible.

## Estructura y miembros
Los veinte hombres que conformaban el Consejo eran de diferentes edades (el menor tenía 25 años y el mayor, 66), condición social, profesiones y afiliaciones políticas. Había ocho abogados, cuatro sacerdotes, tres agrónomos, dos financistas, un doctor, un editor y un ingeniero. Ocho de los miembros eran demócratas cristianos y siete no tenían afiliación política alguna. Todos excepto uno poseían grados en educación superior, y todos eran multilingües, siendo, por lo menos, fluidos en lituano y ruso y, a menudo, también en polaco y alemán. El último miembro del Consejo sobreviviente, Aleksandras Stulginskis, falleció en septiembre de 1969.
Durante la primera reunión del 24 de septiembre de 1917, Antanas Smetona fue elegido presidente del Consejo. El presidente, dos vicepresidentes y dos secretarios componían el presídium. Los vicepresidentes y secretarios podían cambiar de vez en cuando, pero Smetona mantendría la presidencia hasta 1919 cuando fue elegido como el primer Presidente de Lituania. Smetona fue sucedido por Stasys Šilingas como presidente del Consejo, aunque no se encontraba entre los veinte miembros originales.
El primer cambio en la composición del Consejo tuvo lugar el 13 de julio de 1918, cuando fueron admitidos seis nuevos miembros (Martynas Yčas, Augustinas Voldemaras, Juozas Purickis, Eliziejus Draugelis, Jurgis Alekna y Stasys Šilingas) y cuatro miembros renunciaron (Kairys, Vileišis, Biržiška, Narutavičius). Para la primavera de 1919, el Consejo casi había duplicado su tamaño.

## Declaración de Independencia

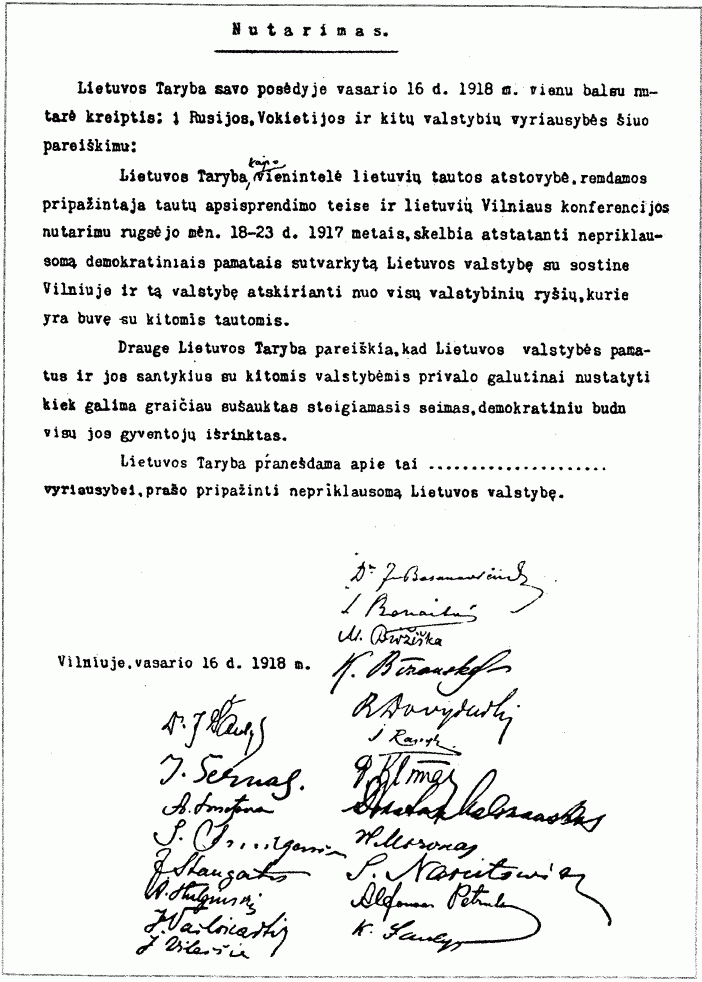
Acta de la Declaración de Independencia de Lituania, firmada el 16 de febrero de 1918.

Poco después de que el Consejo fuera elegido, tuvieron lugar acontecimientos importantes en Rusia. La Revolución de Octubre llevó a los bolcheviques al poder, quienes firmaron una tregua con Alemania el 2 de diciembre de 1917 y comenzaron las negociaciones de paz. Alemania necesitaba documentación sobre su relación con Lituania. En el denominado Protocolo de Berlín, Alemania ofreció reconocer la independencia de Lituania si esta última acordaba formar una federación firme y permanente con Alemania, sobre la base de convenciones relativas a asuntos militares, transportes, aduanas y monedas. El Consejo accedió bajo la condición de que Lituania decidiría sobre sus propios asuntos internos y sobre su política exterior; sin embargo, los alemanes rechazaron esta propuesta. El 11 de diciembre de 1917, el Consejo adoptó una resolución, por la cual acordaba una "alianza firme y permanente" con Alemania sobre la base de las cuatro convenciones. Solo quince miembros votaron a favor de esta resolución, pero los veinte miembros la firmaron.
Los alemanes rompieron su promesa y no reconocieron el Estado ni invitaron a su delegación a las negociaciones del Tratado de Brest-Litovsk. Los lituanos, incluyendo a aquellos que se encontraban en el exterior, desaprobaron la declaración del 11 de diciembre. Esta declaración, vista como progermana, fue un obstáculo para el establecimiento de relaciones diplomáticas con el Reino Unido, Francia y Estados Unidos, enemigos de Alemania. El 8 de enero, el mismo día que Woodrow Wilson anunció sus Catorce Puntos, el Consejo de Lituania propuso enmiendas a la declaración del 11 de diciembre, por la cual convocaba elecciones para una Asamblea constituyente. Las enmiendas fueron rechazadas por los alemanes, en una situación que dejó en claro que el Consejo solo serviría para dar recomendaciones. El Consejo empezó a desmembrarse y algunos de sus miembros amenazaron con marcharse. El 16 de febrero, el Consejo, temporalmente presidido por Jonas Basanavičius, decidió volver a declarar la independencia, esta vez sin mencionar nada específico sobre una relación con Alemania, que sería decidida por una posterior asamblea constituyente. Hoy en día, el 16 de febrero es uno de los días de la independencia oficiales en Lituania.

## Instauración de la independencia
Los alemanes no estuvieron satisfechos con la nueva declaración y demandaron que el Consejo de Lituania retomara la decisión del 11 de diciembre. El 3 de marzo de 1918, Alemania y la Rusia bolchevique firmaron el Tratado de Brest-Litovsk, el cual declaraba que los Estados bálticos estaban dentro de la zona de interés alemana y que Rusia renunciaba a cualquier reclamo sobre ellos. El 23 de marzo, Alemania reconoció la independencia de Lituania sobre la base de la declaración del 11 de diciembre; sin embargo, en esencia, nada cambió en el estatus de Lituania ni en el del Consejo: los esfuerzos por establecer una administración fueron obstaculizados. La forma de gobierno no fue decidida. Alemania, gobernada por un káiser, prefería una monarquía y propuso una unión personal con la dinastía Hohenzollern prusiana. Como alternativa, el 4 de junio, el Consejo aprobó invitar al duque Guillermo de Urach, conde de Württemberg, para que se convirtiera en monarca de Lituania, quien accedió y fue elegido rey de Lituania como Mindaugas II el 13 de julio de 1918. La decisión fue muy controvertida y cuatro miembros del Consejo se marcharon en señal de protesta.
Alemania no reconoció al nuevo rey y su relación con el Consejo se mantuvo tensa. Se permitió al Consejo determinar las fronteras de Lituania, establecer una embajada en Berlín y comenzar a formar un sistema administrativo estable. Recibió pequeños fondos para cubrir sus gastos solo en septiembre de 1918. La situación cambió cuando estalló la Revolución de Noviembre y Alemania perdió la guerra en el otoño de 1918: ya no estaba más en posición de dictar sus términos. El 2 de noviembre de 1918, el Consejo adoptó la primera Constitución provisional. La decisión de invitar al rey Mindaugas II fue anulada, lo que ayudó a reconciliar a las facciones políticas. Las funciones de gobierno fueron confiadas a un presídium de tres miembros y Augustinas Voldemaras fue invitado para formar el primer gabinete de ministros. El primer gobierno fue formado el 11 de noviembre de 1918, el día que Alemania firmó el armisticio en Compiègne. El Consejo comenzó a organizar un ejército, policía, gobierno local y otras instituciones. También expandió su mandato para incluir a las minorías étnicas (judíos y bielorrusos).
Cuando las fuerzas alemanas se retiraron y las fuerzas bolcheviques se aproximaban a Vilna, el 2 de enero de 1919, el Consejo se trasladó a Kaunas y comenzaron las guerras de independencia de Lituania. El 4 de abril de 1919, fue adoptada la segunda Constitución provisional, que creó el cargo de Presidente de Lituania. Antanas Smetona, como presidente del Consejo, se convirtió en el primer presidente de Lituania. Las fuerzas alemanas no dejaron Lituania hasta julio de 1919. Debido a las guerras y otros problemas, las elecciones para la Asamblea constituyente de Lituania no se llevaron a cabo hasta la primavera de 1920. El Consejo levantó sesión por última vez el 15 de mayo de 1920.